# レオポルド・ルケ
レオポルド・ハシント・ルケ（Leopoldo Jacinto Luque, 1949年5月3日 - 2021年2月15日）は、アルゼンチン・サンタフェ出身の元同国代表サッカー選手。ポジションはフォワード。主にCAリーベル・プレートで活躍した。

## 経歴
1978年に出場したアルゼンチンW杯で優勝した。ルケは1次リーグのハンガリー戦、フランス戦、2次リーグのペルー戦で計4得点し、得点ランキング4位にはいった。フランス戦の得点はミドルシュートであった。大会中に兄弟が事故で亡くなるという出来事があった。
CAリーベル・プレートでは、176試合に出場して75得点した。アルゼンチン1部での通算得点はちょうど100得点である。
2007年、ルケは心臓発作を起こしたが、回復している。
2021年2月15日、新型コロナウイルス感染症による合併症により、メンドーサの病院で死去した。71歳没。